# Madruga

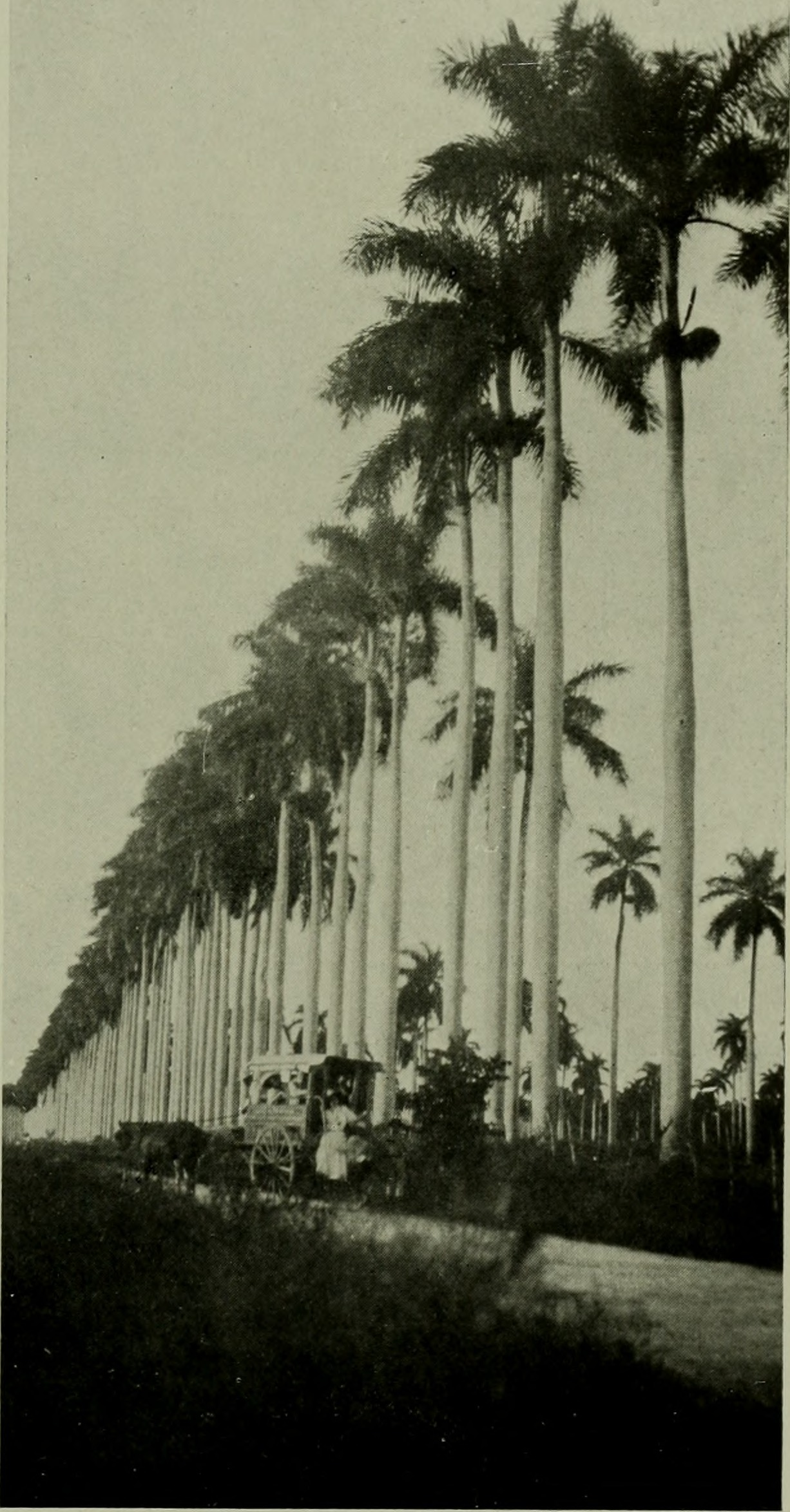
Palmeiras reais perto de Madruga

Madruga é um município de Cuba pertencente à província de Mayabeque . 